# Uj (dopływ Irtyszu)
Uj (ros. Уй) – rzeka w azjatyckiej części Rosji, prawy dopływ Irtyszu. Źródła na Nizinie Wasiugańskiej. Przepływa przez obwód nowosybirski i omski.
Długość – 387 km, powierzchnia zlewni – 26 700 km², średni przepływ w odległości 48 km od ujścia – 24 m³/s.
Zasilanie w zasadzie śniegowe. Pod lodem od końca października do początku maja.